# Яремівка (Кременчуцький район)
Яре́мівка — село в Україні, в Омельницькій сільській громаді Кременчуцького району Полтавської області. Населення становить 31 особу.

## Географія
Село Яремівка знаходиться на берегах річки Сухий Омельник, вище за течією на відстані 2 км розташоване село Найденівка, нижче за течією на відстані 0,5 км розташоване село Радочини. Річка в цьому місці пересихає, на ній зроблено кілька загат.